# Новия Криспия
Новия Криспия (на латински: Novia Crispia) е знатна римлянка от фамилията Новии.
Тя се омъжва за Квинт Антисций Адвент Постумий Аквилин, който произлиза от Thibilis в Нумидия и е управител на провинция Арабия Петрея (165 – 167), суфектконсул без присъствие 167 г., управител на провинция Долна Германия (170), на провинция Британия (173 – 176). Антисций е също и фециали.
Двамата имат син Луций Антисций Бур (консул 181 г.), който се жени за Вибия Аврелия Сабина, дъщеря на римския император Марк Аврелий и сестра на император Комод.